# Coronel Pacheco
Coronel Pacheco är en kommun i Brasilien.   Den ligger i delstaten Minas Gerais, i den sydöstra delen av landet, 800 km sydost om huvudstaden Brasília. Antalet invånare är 2 983.
Omgivningarna runt Coronel Pacheco är huvudsakligen savann. Runt Coronel Pacheco är det glesbefolkat, med 14 invånare per kvadratkilometer.